# Ochodaeus holzschubi
Ochodaeus holzschubi is een keversoort uit de familie Ochodaeidae. De wetenschappelijke naam van de soort is voor het eerst geldig gepubliceerd in 1971 door Petrovitz.